# Dorstenia
Dorstenija (lat. Dorstenia), biljni rod iz porodice dudovki kojemu pripada 120 vrsta trajnica iz tropske Amerike, Afrike, Arapskog poluotoka i Indije, dio je tribusa Dorstenieae.

## Vrste
1. Dorstenia acangatara M.D.M.Vianna, Al.Santos, A.F.P.Machado, Mansano & Romaniuc
2. Dorstenia africana (Baill.) C.C.Berg
3. Dorstenia afromontana R.E.Fr.
4. Dorstenia albertii Carauta, C.Valente & Sucre
5. Dorstenia annua Friis & Vollesen
6. Dorstenia appendiculata Miq.
7. Dorstenia arifolia Lam.
8. Dorstenia aristeguietae Cuatrec.
9. Dorstenia astyanactis Aké Assi
10. Dorstenia bahiensis Klotzsch ex Fisch. & C.A.Mey.
11. Dorstenia barnimiana Schweinf.
12. Dorstenia barteri Bureau
13. Dorstenia belizensis C.C.Berg
14. Dorstenia benguellensis Welw.
15. Dorstenia bergiana Hijman
16. Dorstenia bicaudata Peter
17. Dorstenia bonijesu Carauta & C.Valente
18. Dorstenia bowmanniana Baker
19. Dorstenia brasiliensis Lam.
20. Dorstenia brevipetiolata C.C.Berg
21. Dorstenia brownii Rendle
22. Dorstenia buchananii Engl.
23. Dorstenia caatingae R.M.Castro
24. Dorstenia caimitensis Urb.
25. Dorstenia carautae C.C.Berg
26. Dorstenia cayapia Vell.
27. Dorstenia choconiana S.Watson
28. Dorstenia christenhuszii M.W.Chase & M.F.Fay
29. Dorstenia ciliata Engl.
30. Dorstenia colombiana Cuatrec.
31. Dorstenia conceptionis Carauta
32. Dorstenia contensis Carauta & C.C.Berg
33. Dorstenia contrajerva L.
34. Dorstenia convexa De Wild.
35. Dorstenia crenulata C.Wright ex Griseb.
36. Dorstenia cuspidata Hochst.
37. Dorstenia dinklagei Engl.
38. Dorstenia dionga Engl.
39. Dorstenia djettii Guillaumet
40. Dorstenia dorstenioides (Engl.) Hijman & C.C.Berg
41. Dorstenia drakena L.
42. Dorstenia elata Gardner
43. Dorstenia ellenbeckiana Engl.
44. Dorstenia elliptica Bureau
45. Dorstenia embergeri Mangenot
46. Dorstenia erythrandra C.Wright ex Griseb.
47. Dorstenia excentrica Moric.
48. Dorstenia fawcettii Urb.
49. Dorstenia flagellifera Urb. & Ekman
50. Dorstenia foetida Schweinf.
51. Dorstenia gigas Schweinf. ex Balf.f.
52. Dorstenia goetzei Engl.
53. Dorstenia grazielae Carauta, C.Valente & Sucre
54. Dorstenia gypsophila Lavranos
55. Dorstenia hildebrandtii Engl.
56. Dorstenia hildegardis Carauta, C.Valente & O.M.Barth
57. Dorstenia hirta Desv.
58. Dorstenia holstii Engl.
59. Dorstenia horwoodii Rzepecky
60. Dorstenia indica Wight
61. Dorstenia involuta Hijman & C.C.Berg
62. Dorstenia jamaicensis Britton
63. Dorstenia kameruniana Engl.
64. Dorstenia lanei R.A.Howard & W.R.Briggs
65. Dorstenia lavrani T.A.McCoy & M.Massara
66. Dorstenia letestui Pellegr.
67. Dorstenia lindeniana Bureau
68. Dorstenia luamensis M.E.Leal
69. Dorstenia lujae De Wild.
70. Dorstenia mannii Hook.f.
71. Dorstenia mariae Carauta, J.M.Albuq. & R.M.Castro
72. Dorstenia marijan-matokii Eb.Fisch. & Killmann
73. Dorstenia milaneziana Carauta, C.Valente & Sucre
74. Dorstenia nummularia Urb. & Ekman
75. Dorstenia nyungwensis Troupin
76. Dorstenia oligogyna (Pellegr.) C.C.Berg
77. Dorstenia panamensis C.C.Berg
78. Dorstenia paucibracteata De Wild.
79. Dorstenia peltata Spreng.
80. Dorstenia peruviana C.C.Berg
81. Dorstenia petraea C.Wright ex Griseb.
82. Dorstenia picta Bureau
83. Dorstenia poinsettiifolia Engl.
84. Dorstenia prorepens Engl.
85. Dorstenia psilurus Welw.
86. Dorstenia ramosa (Desv.) Carauta, C.Valente & Sucre
87. Dorstenia richardii Baill.
88. Dorstenia rocana Britton
89. Dorstenia roigii Britton
90. Dorstenia romaniucii A.F.P.Machado & M.D.M.Vianna
91. Dorstenia schliebenii Mildbr.
92. Dorstenia setosa Moric.
93. Dorstenia socotrana A.G.Mill.
94. Dorstenia soerensenii Friis
95. Dorstenia solheidii De Wild.
96. Dorstenia stellaris Al.Santos & Romaniuc
97. Dorstenia subdentata Hijman & C.C.Berg
98. Dorstenia subrhombiformis Engl.
99. Dorstenia tayloriana Rendle
100. Dorstenia tenera Bureau
101. Dorstenia tentaculata Fisch. & C.A.Mey.
102. Dorstenia tenuiradiata Mildbr.
103. Dorstenia tenuis Bonpl. ex Bureau
104. Dorstenia tessmannii Engl.
105. Dorstenia thikaensis Hijman
106. Dorstenia triseriata A.F.P.Machado, Fontella & Carauta
107. Dorstenia tuberosa C.Wright ex Griseb.
108. Dorstenia turnerifolia Fisch. & C.A.Mey.
109. Dorstenia ulugurensis Engl.
110. Dorstenia umbricola A.C.Sm.
111. Dorstenia urceolata Schott
112. Dorstenia uxpanapana C.C.Berg & T.Wendt
113. Dorstenia variifolia Engl.
114. Dorstenia vivipara Welw.
115. Dorstenia warneckei Engl.
116. Dorstenia yambuyaensis De Wild.
117. Dorstenia yangambiensis J.Léonard
118. Dorstenia zambesiaca Hijman
119. Dorstenia zanzibarica Oliv.
120. Dorstenia zenkeri Engl.

## Sinonimi
- Craterogyne Lanj.
- Ctenocladium Airy Shaw
- Ctenocladus Engl.
- Kosaria Forssk.
- Sychinium Desv.